# LAギルティニス
LAギルティニス（LA Giltinis）は、かつてアメリカ合衆国のカリフォルニア州ヴェニスに存在したラグビーユニオンクラブ。2022年に解散した。

## 歴史
2020年、創設。
2021シーズンからメジャーリーグラグビーに加入。
2022年、メジャーリーグラグビーの規約に違反したため解散。

## 歴代所属選手
- ハリー・マクナルティ（7人制アイルランド代表）
- DTH・ファン・デル・メルヴァ（カナダ代表）
- マット・ギタウ（オーストラリア代表）
- コーリー・トーマス（カナダ代表）
- ルアーン・スミス